# Urodontus
Genre
Urodontus est un genre d'insectes coléoptères appartenant à la famille des Anthribidae.

## Liste des espèces
- Urodontus annameae (Louw 1993)
- Urodontus bellulus (Louw 1993)
- Urodontus capensis (Pic 1916)
- Urodontus glabratus (Louw 1993)
- Urodontus gladioli (Scott 1930)
- Urodontus inconstans (Louw 1993)
- Urodontus kapkapensis (Louw 1993)
- Urodontus lyali (Louw 1993)
- Urodontus mesemoides (Louw 1993)
- Urodontus oberprieleri (Louw 1993)
- Urodontus pelliceus (Fahraeus 1839)
- Urodontus planicollis (Louw 1993)
- Urodontus pullatus (Louw 1993)
- Urodontus robustus (Louw 1993)
- Urodontus rotundicollis (Fahraeus 1839)
- Urodontus rubrus (Louw 1993)
- Urodontus scholtzi (Louw 1993)
- Urodontus splendidus (Louw 1993)
- Urodontus tessellatus (Louw 1993)
- Urodontus tesserus (Louw 1993)

## Référence
Louw : Systematics of the Urodontidae (Coleoptera: Curculionoidea) of southern Africa. South Africa Department of Agriculture Entomology Memoir, 87, July 1993: i-iii, 1-92.